# Guia (moto)
La Guia è stata una casa motociclistica italiana, attiva dal 1950 al 1954.

## Storia
Il marchio Guia fu fondato a Milano nel 1950 dalla ditta commerciale VAMAM (acronimo di Vendita Auto Moto Accessori Milano) con sede in Viale Luigi Majno. Lo scopo era di inserirsi nell'allora fiorente mercato delle motoleggere, sfruttando i contatti con aziende produttrici di componentistica, per completare il corpo meccanico progettato e costruito dalla Officine Ettore Buralli, con sede in via Aretina a Firenze; una piccola azienda artigianale di elevate potenzialità, ma sprovvista dei mezzi economici per promuovere e distribuire autonomamente le proprie realizzazioni tecniche.
Nel 1950 furono presentati due modelli, uno di tipo sportivo e l'altro turistico, entrambi dotati dello stesso motore a due tempi di 123 cm³, monocilindrico verticale quadro, lubrificazione con miscela al 6,5%, accensione a volano magnete, frizione con dischi multipli a secco e cambio in blocco a 3 marce.
La Guia 125 Sport dispone di un telaio in tubi a culla semplice con forcella telescopica e sospensione posteriore a ruota guidata. Monta ruote da 21" e ha un peso contenuto in 75 kg.  Il propulsore della "Sport" è regolato sul rapporto di compressione 7:1 ed eroga una potenza 6,5 cavallo vapore|CV a 5.500 giri/m, consentendo la velocità massima di 100 km/h.
La Guia 125 Turismo Lusso differisce dal modello precedente per il telaio in lamiera stampata, per le ruote da 19" e per la minore compressione  di 6:1 che limita la potenza a 5,5 CV a 5.000 giri/min e la velocità massima a 85 km/h.

### Modelli
I modelli ebbero un discreto successo di vendite, anche confortato da qualche affermazione sportiva, ma non tale da incentivare altri investimenti per rinnovare la produzione e mantenersi al passo con la concorrenza; l'esperimento sinergico "Guia" si concluse nel 1954.